# 中國製造

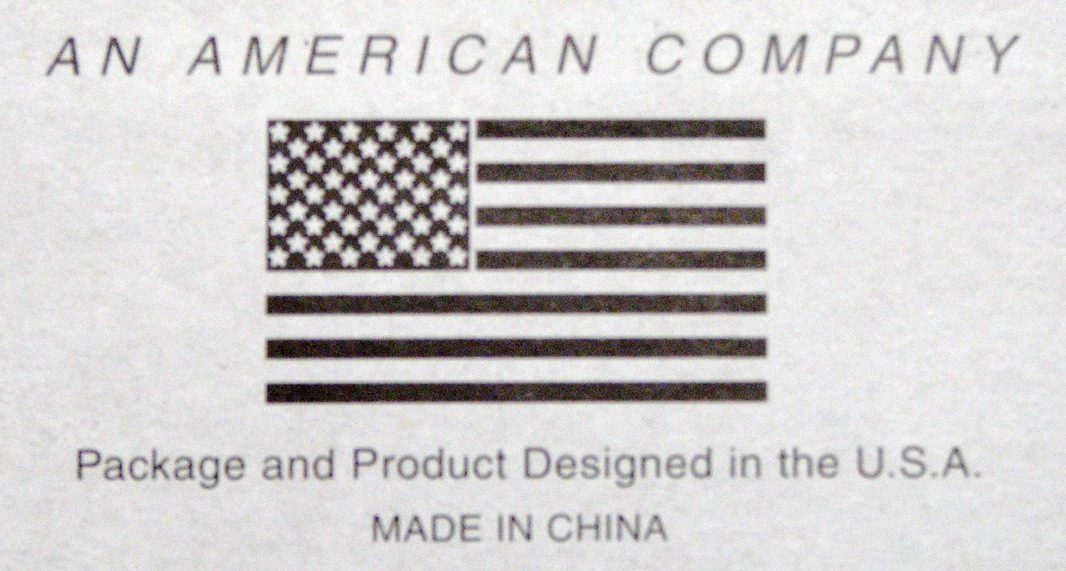
中国生产商标已经占据世界民生商品20%以上，成为世界工厂

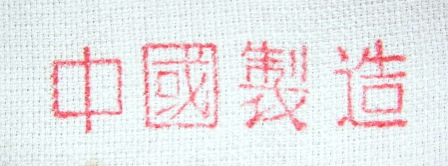
港商工廠紡織品腳料上的中国生产商标，以繁體字書寫為了回銷香港。

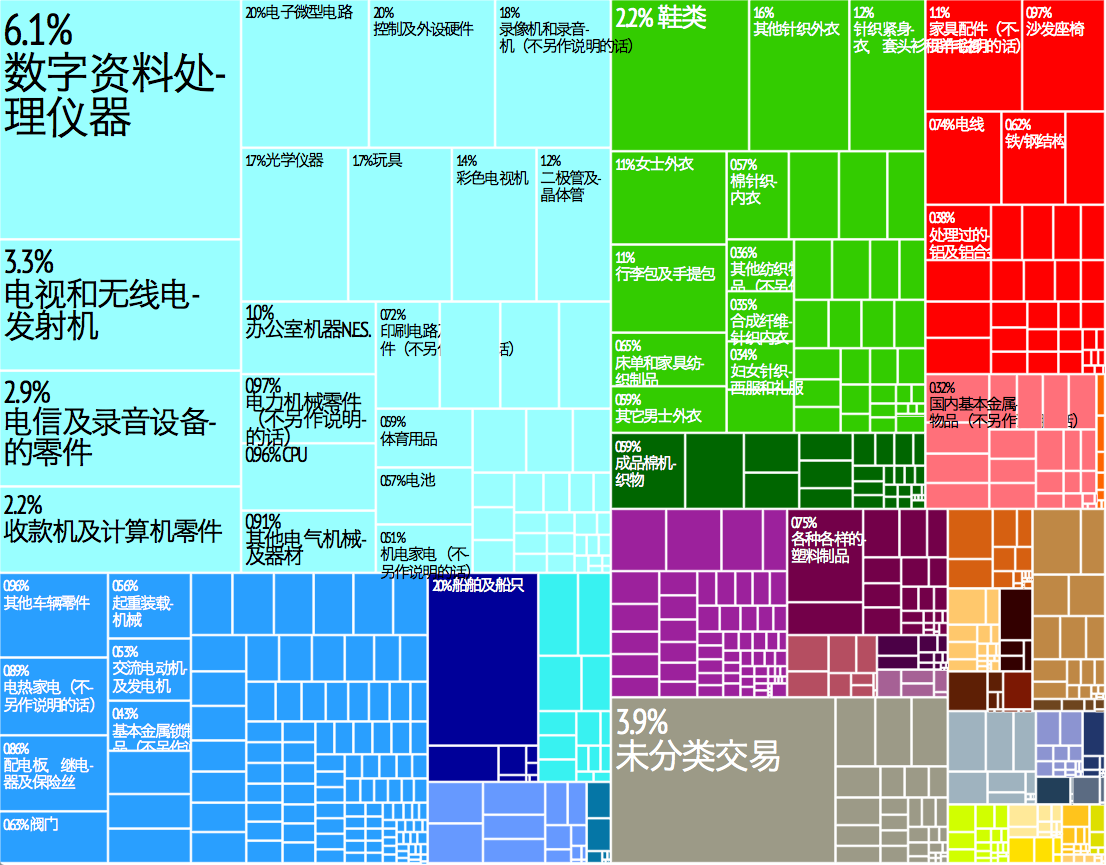
中华人民共和国对外贸易出口品項的色塊圖。

中國製造（英語：Made in China；又稱：中華人民共和國製造）是中國生產產品標籤。
國產一般就是指中國大陸自有品牌的產品。自21世紀10年代，中国政府和企業等相關主體一直努力擺脫中國製造的廉價形象以及部分商品在国际市场上假冒伪劣的印象，由於中國的製造業種類繁多，產業鏈齐全，商品種類丰富，从各类高端到低端的制造产品都有，导致中国制造的各类商品已深入到世界各地。

## 历程
由于中国制造业发展迅速，中国制造是全球广为人知的标签之一。在各种商品中，不论是在电子零件，或是在衣物鞋履，都能看见这个标签，因此中国常被称为“世界工厂”。有些公司，如苹果公司在iPod和Mighty Mouse上以「Designed by Apple in California Assembled in China」（由加利福尼亚州的苹果公司设计，在中国组装）取代「中国制造」四字。
中国商务部前部长薄熙来曾表示：「在世界市场上，『中国制造』意味着价格便宜，同时展现中国作为世界的加工场。从贸易方式看，中国出口的半数以上是加工贸易，如2007年中国出口到美国的2035亿美元产品中，加工贸易出口1288亿美元，占了63.3%。从出口主体看，外资企业生产的产品占了中国出口总额的58%，因此在一定意义上可以说，是世界制造业发展和国际分工的结果。」
1990年代以后，中国依靠大量受过基础教育且成本低廉的劳动力、土地取得较易、内需市场广大、社会秩序较为安定等优点，吸引各国制造业企业前来设厂或委托中国的工厂来制造商品，从低价成衣、玩具到高价的电脑等3C产品，中国制产品的比例逐渐增加。由于价格低廉、仿冒风气、品管观念较低落，导致大部分出口产品质量低劣，甚至连该国民众对其产品也印象不佳，尚须极力扭转。
2020年因美国终止《美國－香港政策法》，将对香港特别行政区和经贸政策与中国内地看齐，香港出产出口到美国的产品必须标示为“中国制造”而非“香港制造”。

## 贸易保护主义
出现质量问题的产品中，被提出检视而受到正视的，仅占到中国大陆所有瑕疵产品中相当小的一部分。薄熙来在中国-东盟会议上提到「日本厚生省公布的2006年进出口食品监控统计报告显示，中国大陆出口到日本的食品抽检合格率达99.42%，而美国是98.69%，欧盟是99.38%。相互指责无助于问题的解决，加强合作才是有效途径。」
有看法认为，各国宣传并夸大中国制造的质量问题，是一种新时代贸易保护主义的较为合法的做法。由于在世贸组织的框架下，各国无法在法律上限制中国制造产品的进口，于是就在质量问题上进行夸大宣传，以达到摧毁中国制造产品在当地消费者心中形象的目的。但由于中国制造产品价格通常较便宜，且巨大数量以及实际使用中并未表现出大规模的质量问题，中国制造产品仍然在欧美国家具有相当强的竞争力。
2021年G7会议上，虽然中国不是七国集团的成员，但主要议程都与中国的工业制造问题有关。

## 爭議
中華人民共和國政府要求進入中國市場的外國企業向中方轉移技術，以便中國取得國外先進技術實現「彎道超車」，涉及石油化工、醫療設備、藥物、汽車製造等各行業。歐盟駐華代表團團長在2018年表示，歐盟公司自中國改革開放以來向中方提供了大部份的外國技術，佔中國製造業技術的一半，當中不少歐洲企業被迫將技術轉移到中國企業，以換取進入中國市場。同年，歐盟向世界貿易組織起訴中國，斥責中國的法律強制外國電動汽車及生物科技企業向中方轉移技術。美國也批評中國實施的強制技術轉移、國有企業補貼等非市場經濟政策與世貿體系不相容。

## 中国制造2025

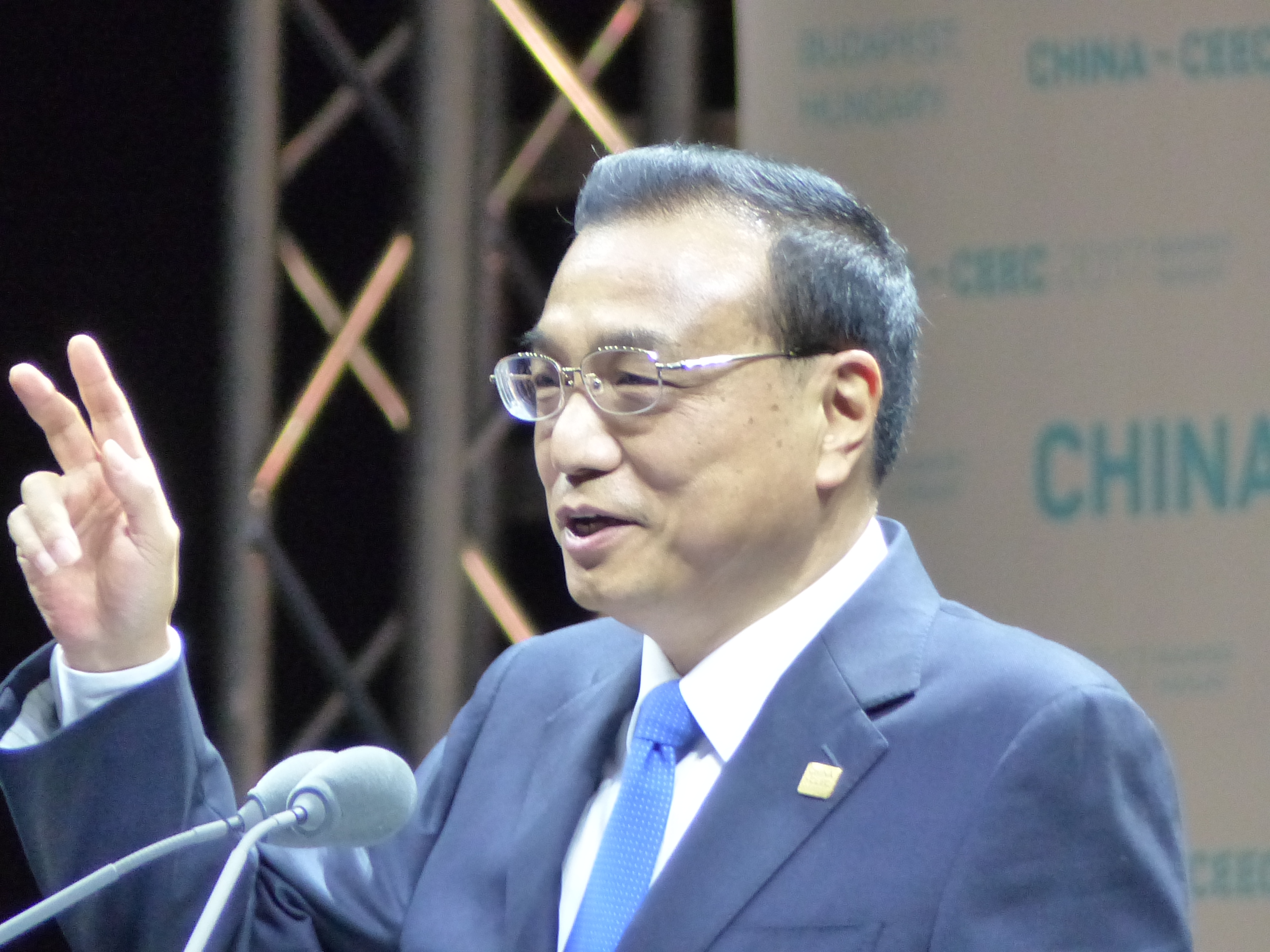
已故国务院总理李克强在2015年提出《中国制造2025》产业发展计划

时任中国国务院总理李克强在2015年提出名为“中国制造2025”的制造业新政策，也是中国实施“制造强国”战略的首个十年纲领。该计划于2015年5月8日由国务院公布，5月19日正式印发。根据计划，预计到2025年，中国将从“制造大国”成为“制造强国”，而到2035年，中国的制造业将超越德国和日本的制造业。
2016年1月，国务院总理李克强在座谈会上对中国工厂无法自行生产的圆珠笔头表示遗憾。一年后太原钢铁表示完成圆珠笔头的自主研发。